# Куба (фрегезия)
Куба (порт.  Cuba) - фрегезия (район) в муниципалитете Куба округа Бежа в Португалии. Территория – 69,93 км². Население – 3124 жителей. Плотность населения – 44,7 чел/км².